# Grace Norton
Grace Norton (* 7. April 1834 in Cambridge (Massachusetts); † 5. Mai 1926 ebenda) war eine US-amerikanische  Romanistin und Literaturwissenschaftlerin, Spezialistin von Montaigne.

## Leben und Werk
Grace Norton genoss eine Privaterziehung und bildete sich autodidaktisch zu einer international anerkannten Privatgelehrtin. Sie starb rund einen Monat nach ihrem 92. Geburtstag in ihrem Geburtshaus in Cambridge, Massachusetts.
Grace Norton war die Schwester des Harvard-Professors Charles Eliot Norton (1827–1908) und eine Cousine des Harvard-Präsidenten Charles William Eliot.

## Werke
- Studies in Montaigne, New York 1904
- The Early writings of Montaigne and other papers, New York 1904
- (Hrsg.) Le Plutarque de Montaigne. Selections from Amyot’s translation of Plutarch arranged to illustrate Montaigne’s essays, Boston/New York 1906
- Montaigne. His personal relations to some of his contemporaries, and his literary relations to some later writers. A compilation, Boston 1908
- (Hrsg.) The spirit of Montaigne. Some thoughts and expressions similar to those in his essays, Boston/New York 1908
- (Mitarbeiterin) Pierre Villey, Lexique de la langue des Essais de Montaigne et index des noms propres, Bordeaux 1933, New York 1973 (Les Essais de Michel de Montaigne, hrsg. von François Gebelin und Fortunat Strowski. Bd. 5)